# Air Sunshine
Air Sunshine – amerykańska linia lotnicza z siedzibą w Fort Lauderdale, w stanie Floryda. Oferuje regularne i czarterowe połączenia do znanych kurortów na Karaibach.

## Flota
- 3 Saaby 340A
- 2 Embraery 110 Bandeirante

Przewoźnik dysponuje również samolotami typu Cessna 402C.

## Połączenia
- Fort Lauderdale
- George Town
- Zatoka Guantánamo
- Kingston
- Saint Croix
- Saint Thomas
- San Juan
- San Salvador
- Sarasota
- Tortola
- Vieques
- Virgin Gorda